# Jean Rotrou
Jean Rotrou (21. srpna 1609 Dreux – 28. června 1650 Dreux) byl francouzský básník a dramatik.

## Životopis
Rotrou se narodil v Dreux, studoval ve svém rodném městě a v Paříži. Přestože byl o tři roky mladší než Pierre Corneille, začal svou spisovatelskou kariéru dříve než on. V roce 1631 vyšla jeho první hra L'Hypocondriaque, věnovaná hraběti ze Soissons. Od roku 1632 byl zaměstnán jako spisovatel, psal pro herce hrající v Hôtel de Bourgogne. Jeho druhá hra, La Bague de l'oubli (1635), částečně adaptace La sortija del olvido od Lope de Vegy, uvedla ve Francii sérii komedií podle španělských vzorů. Během této doby často pobýval v Le Mans se svým patronem de Belinem, který se vyznamenal jako oponent Corneilleho ve sporu o Le Cida. V roce 1636 Rotrou přeložil Amphitrya od Plauta pod názvem Les Deux Sosies. V roce 1637 zemřel de Belin, v roce 1639 Rotrou koupil místo místního rychtáře v Dreux a v následujícím roce se oženil.
Během čtyřicátých let 17. století napsal Rotrou čtyři ze svých nejúspěšnějších her: Le Veritable Saint Genest (provedeno v roce 1646, vytištěno v roce 1648) o křesťanském mučedníkovi; tragikomedii Don Bertrand de Cabrère (1647); Venceslas (1647; tiskem 1648) a Cosroès (1649), odehrávající se v orientálním prostředí. Celkem se od Rotroua dochovalo 35 her.
Když v roce 1650 v Dreux vypukl mor, Rotrou již nebyl schopen uprchnout do Paříže. Onemocněl a během několika hodin zemřel. Kompletní vydání jeho děl bylo publikováno v roce 1822